# Debian-Installer
Debian-Installer es el programa de instalación para Debian GNU/Linux. Es también uno de los dos instaladores oficiales disponibles para Ubuntu; el otro se llama Ubiquity (basado en partes de debian-installer) y fue introducido en Ubuntu 6.06.
Originalmente se escribió para la versión de Debian sarge, y la primera versión de una distribución Linux en usarlo fue Skolelinux Venus (1.0). Este instalador hace uso de cdebconf (una reimplementación de debconf en C) para realizar la configuración durante el tiempo de instalación.
A partir de Debian 4.0 («etch») se implementó una versión gráfica del instalador (usando GTK+/DirectFB). Desde Debian 6.0 («Squeeze»), usa X.org en vez de DirectFB.